# Nationales Bildungspanel
| Leitung:       | Cordula Artelt              |
| Gründungsjahr: | 2008                        |
| Website:       | https://www.neps-studie.de/ |

Das Nationale Bildungspanel (englisch National Educational Panel Study, NEPS), bekannt auch unter dem Titel NEPS-Studie „Bildungsverläufe in Deutschland“, umfasst mehrere Panelstudien zur Erforschung von Bildungsprozessen in der Bundesrepublik Deutschland. In sieben Startkohorten werden seit 2009 insgesamt über 70.000 Teilnehmenden zu ihren Bildungsaktivitäten befragt und ihre Kompetenzentwicklung erhoben. Zusätzlich werden etwa 50.000 Personen aus deren Umfeld, wie z. B. Eltern und pädagogisches Fachpersonal, befragt.

## Studienziel und Konzeption
Ziel des Nationalen Bildungspanels ist es, Längsschnittdaten zu Bildungsprozessen über die gesamte Lebensspanne zu erheben. Das Bildungspanel liefert damit wichtige Daten zu individuellen Verläufen für die Bildungsforschung und ermöglicht es Veränderungen und Übergänge zu untersuchen, die mit anderen Datenquellen wie Daten der amtlichen Statistik oder Schulleistungsstudien (z. B. PISA-Studie, IQB-Bildungstrend) nicht untersucht werden können. Vor dem Hintergrund des Konzept des Lebenslangen Lernens werden daher Personen in allen Bildungsphasen - von Neugeborenen, Kindergarten, Schule über Ausbildung und Studium bis zur Fort- und Weiterbildung im hohen Erwachsenenalter - über einen längeren Zeitraum regelmäßig befragt. Zudem finden in festgelegten Abständen Kompetenzerhebungen statt.
Die methodische Anlage des Nationalen Bildungspanels lässt sich als Multi-Kohorten-Sequenz-Design beschreiben. Die Stichprobenziehung der Startkohorten orientiert sich sowohl an den Übergängen im Bildungssystem als auch an den Übergängen zwischen Bildungssystem und Arbeitsmarkt. In den Jahren 2009 bis 2012 wurden sechs Startkohorten (Neugeborene, Kindergartenkinder, Klasse 5, Klasse 9, Studierende und Erwachsene) mit insgesamt mehr als 60.000 Personen gezogen. Um historische Veränderungen bei der Absolvierung der verschiedenen bildungsrelevanten Übergänge dokumentieren und analysieren zu können, sollen in späteren Jahren neue Stichproben gezogen (Kohortensukzession) und in die Studie aufgenommen werden. Im Schuljahr 2022/2023 wurde mit der Studie "Bildung für die Welt von morgen" eine neue Kohorte von Schülerinnen und Schülern der Klasse 5 nachgezogen. Im Herbst 2025 ist eine Aufstockung der Erwachsenenstichprobe mit jüngern Geburtsjahrgängen geplant.
Die erhobenen Daten unterliegen zeitnah einer strengen Qualitätskontrolle. Die Daten werden anonymisiert und nutzerfreundlich aufbereitet und dokumentiert. Danach können Forscherinnen und Forscher aus dem In- und Ausland diese Daten kostenfrei für ihre Analysen erhalten, um eine möglichst hohe Ausschöpfung des Datenmaterials und somit möglichst große Fortschritte in der Bildungsforschung zu erzielen.

## Geschichte
Das Projekt wurde in den Jahren 2009 bis 2013 vom Bundesministerium für Bildung und Forschung finanziert. Seit dem 1. Januar 2014 wird das Nationale Bildungspanel vom Leibniz-Institut für Bildungsverläufe e. V. (LIfBi) an der Otto-Friedrich-Universität Bamberg betrieben.

## Beteiligte Institute
- Leibniz-Institut für Bildungsforschung und Bildungsinformation in Frankfurt am Main und in Berlin,
- Deutsches Zentrum für Hochschul- und Wissenschaftsforschung (DZHW) in Hannover,
- Eberhard Karls Universität Tübingen,
- Friedrich-Alexander-Universität Erlangen-Nürnberg,
- Humboldt-Universität zu Berlin, Institut zur Qualitätsentwicklung im Bildungswesen
- Institut für Arbeitsmarkt- und Berufsforschung (IAB) in Nürnberg,
- Institut für Schulentwicklungsforschung (IFS) der TU Dortmund,
- Justus-Liebig-Universität Gießen,
- Leibniz-Institut für die Pädagogik der Naturwissenschaften und Mathematik (IPN) in Kiel,
- Ludwig-Maximilians-Universität München,
- Otto-Friedrich-Universität Bamberg,
- Universität Leipzig,
- Universität Mannheim, Mannheimer Zentrum für Europäische Sozialforschung
- Universität Siegen
- Wissenschaftszentrum Berlin für Sozialforschung (WZB) in Berlin

Neben den vertraglich gebundenen Partnereinrichtungen sind folgende Institutionen an der Umsetzung der Studie beteiligt (in alphabetischer Reihenfolge):
- Deutsches Institut für Erwachsenenbildung – Leibniz-Zentrum für Lebenslanges Lernen e. V. (DIE) in Bonn
- Deutsches Jugendinstitut (DJI) in München
- Europäisches Forum für Migrationsstudien e. V. (efms) in Bamberg
- ifo Institut – Leibniz-Institut für Wirtschaftsforschung an der Universität München e. V.
- Max-Planck-Institut für Bildungsforschung (MPIB) in Berlin
- Ruhr-Universität Bochum
- Staatsinstitut für Familienforschung (ifb) in Bamberg
- Staatsinstitut für Frühpädagogik (IFP) in München
- Technische Universität München
- Universität Kassel